# Iphra tillomorphoides
Iphra tillomorphoides är en skalbaggsart som beskrevs av Francis Polkinghorne Pascoe 1869. Iphra tillomorphoides ingår i släktet Iphra och familjen långhorningar. Inga underarter finns listade i Catalogue of Life.